# گومی (داغستان)
گومی (به لاتین: Gumi) یک منطقهٔ مسکونی در روسیه است که در داغستان واقع شده‌است.